# Myrmica longisculpta
Myrmica longisculpta is een mierensoort uit de onderfamilie van de Myrmicinae. De wetenschappelijke naam van de soort is voor het eerst geldig gepubliceerd in 2011 door Bharti & Sharma.